# Protocolo de información de programa y sistema

## Lo que hace el protocolo PSIP
El protocolo PSIP define canales virtuales y una valoración del contenido, así como una Guía electrónica de Programas con un título y (opcionalmente) descripciones para ser decodificadas y mostradas por el sintonizador ATSC.
El protocolo PSIP también puede enviar:
- El tiempo exacto referido al sistema UTC y al tiempo GPS;
- El nombre corto, que algunas estaciones usan para publicar su indicador (lo que en inglés se denomina callsign).

El protocolo PSIP está definido en el estándar ATSC A/65, la versión más reciente del cual es la A/65C, publicada en el 2006. El uso del estándar A/69 es una práctica recomendada para implementar el protocolo PSIP en una estación de TV.
El protocolo PSIP reemplaza los métodos de los protocolos A/55 y A/56 (que han sido eliminados por el sistema ATSC) de entrega de una Guía de Programa. La Guía de TV en Pantalla es un sistema propietario diferente proporcionado por la difusión de datos en una estación, mientras que para el protocolo PSIP es necesario, al menos en los Estados Unidos, que sea enviado por todas las estaciones digitales de televisión.
La información PSIP puede ser pasada a través de la cadena de producción/postproducción/emisión usando protocolos propietarios, o más favorablemente a través del uso basado en XML del Protocolo de Comunicación de Metadatos de la Programación (PMCP por sus siglas en inglés, o ATSC A/76).

## Tablas incluidas
- STT (System Time Table) – tiempo actual, transmitido al menos una vez por segundo, con una precisión de un segundo o mejor.
- MGT (Master Guide Table) – puntero de datos a otras tablas PSIP.
- VCT (Virtual Channel Table) – define atributos para cada uno de los canales virtuales.
- RRT (Rating Region Table) – Ratings de contenido para cada país (región) cubierto por la estación, excepto para los Estados Unidos, cuya región está cargada en la configuración de la TV.
- EIT (Event Information Table) – títulos y datos de la Guía de Programa.
- ETT (Extended Text Table) – descripciones detalladas de los canales (Channel Extended Text Table o CETT) y eventos en el aire (Event Extended Text Table o EETT).
- DCCT (Directed Channel Change Table)
- DCCSCT (Directed Channel Change Selection Code Table) – proporciona la habilidad de actualizar los estados y los géneros de los programas usados en las tablas DCCT

### Master Guide Table(Tabla de Guía Maestra)
La Tabla de Guía Maestra lista los números de versión, la longitud en bytes y los identificadores (PID) de todas las demás tablas PSIP a excepción de la tabla STT, que funciona de forma independiente.

### Virtual Channel Table(Tabla de Canal Virtual)
La Tabla de Canal Virtual (VCT por sus siglas en inglés) contiene una lista con varios atributos para los canales virtuales contenidos en el stream de transporte. La información básica contenida en la tabla VCT incluye el número de identificador del stream de transporte, número de canal (mayor y menor), el nombre corto del canal, el número de programa, un flag (bandera) de acceso controlado, la localización del campo para mensajes de texto extendido y el tipo de servicio.
Información adicional puede ser transportada colocada posteriormente a la información básica.
- TVCT (Terrestrial Virtual Channel Table) – define cada uno de los canales virtuales y permite asociar las EIT con el canal.
- CVCT (Cable Virtual Channel Table) – asigna números a cada uno de los canales virtuales y permite asociar las EIT con el canal.

### Event Information Table(Tabla de Información de Eventos)
La Tabla de Información de Eventos contiene información (título, tiempo de inicio, etc.) para los eventos de los canales virtuales definidos. Un evento es, en la mayoría de los casos, un programa típico de TV. 
El protocolo PSIP soporta hasta 128 EITs y cada una de ellas es referida como EIT-k, con k = 0, 1, ..., 127. Cada una de estas tablas puede tener múltiples instancias correspondientes a un único canal virtual.
Para una difusión terrestre, al menos las primeras cuatro EIT deben ser incluidas en el stream de transporte.
Los eventos deben disponerse en el orden de sus tiempos de inicio. Esto es, el tiempo de inicio del primer evento debe ser igual o inferior que el del segundo evento (dándose la igualdad cuando se trate del mismo evento).
Los contenidos de los campos y los descriptores de cada evento deben ser representaciones precisas de la información conocida de cada evento. Estos deberán ser actualizados si hay información más precisa.

### Extended Text Table(Tabla de Texto Extendido)
La Tabla de Texto Extendido contiene streams de Mensaje de Texto Extendido (ETM por sus siglas en inglés). Estos tipos de mensaje son opcionales y son utilizados para proporcionar descripciones detalladas de los canales (canales ETM) virtuales y eventos (eventos ETM). 
Un Mensaje de Texto Extendido es una estructura múltiple de cadena de caracteres que puede contener una misma descripción en diferentes idiomas (a cada idioma le corresponderá una cadena de caracteres). Si es necesario, se truncará la cadena para ajustarla al espacio de visualización.

### Directed Channel Change(Cambio de canal dirigido)
La función DCC permite a los difusores indicar a los receptores de TV digital hacia dónde cambiar, basándose en las configuraciones del usuario. Es muy similar a un código ZIP u otro tipo de postcódigo, que puede seleccionar la programación a mostrar basándose en información demográfica, como por ejemplo la televisión comercial o el pronóstico del tiempo, posiblemente recogido de un canal de difusión de datos auxiliar.
La implementación de la característica DCC es enteramente opcional, y depende del desarrollo del receptor ATSC y de la tecnología del decodificador. Por ejemplo, una grabadora digital de vídeo puede grabar la difusión de anuncios para su posterior visualización.